# Cup of Excellence
Cup of Excellence là một cuộc thi thường niên được tổ chức tại một số quốc gia để xác định cà phê chất lượng cao nhất. Cuộc thi được tổ chức bởi Alliance for Coffee Excellence, và được thành lập bởi George Howell và Susie Spindler. Những lô cà phê giành chiến thắng sẽ được bán đấu giá qua Internet. Ý tưởng này được phát triển bởi Dự án Cà phê Gourmet của Tổ chức Cà phê Quốc tế (ICO). Dự án này được Pablo Dubois, Trưởng phòng Điều hành ICO và Frans Bolvenkel, thuộc Trung tâm Thương mại Quốc tế (ITC) đưa ra tại một cuộc họp ở Geneva vào cuối năm 1994. Dự án được giám sát bởi ICO, do ITC quản lý và phần lớn được tài trợ bởi Quỹ hàng hóa chung (Common Fund for Commodities), hoạt động từ năm 1995 đến 2000, nhằm mục đích phát triển các phương pháp để sản xuất ra các loại cà phê đặc sản "chất lượng cao". Cuộc thi Cup of Excellence được mệnh danh là 'Giải Oscar của thế giới cà phê'.
Cuộc thi lần đầu được tổ chức vào năm 1999. Vào năm 2018, chúng được tổ chức tại Brazil, Colombia, Peru, El Salvador, Costa Rica, Nicaragua, Guatemala, Honduras, México, Burundi và Rwanda. Trong quá trình thi đấu, mỗi ly cà phê được đánh giá ít nhất năm lần. Chỉ những cà phê có điểm số cao nhất mới tiếp tục vào vòng trong. Những cà phê chiến thắng được trao Cup of Excellence và được bán đấu giá qua Internet cho người trả giá cao nhất.

## Liên kết ngoại
https://allianceforcoffeeexcellence.org/